# Dominio di Prüfer
In matematica, i domini di Prüfer sono un tipo di anelli commutativo con unità integro i cui moduli (e quindi in particolare gli ideali) finitamente generati hanno delle proprietà piuttosto "buone"; possono essere visti come una generalizzazione dei domini di Dedekind in un contesto non noetheriano. I domini di Prüfer sono di centrale importanza nell'algebra commutativa.
Prendono nome dal matematico tedesco Heinz Prüfer.

## Esempi
Tutti i domini ad ideali principali e i domini di Dedekind sono domini di Prüfer. Mentre per ogni campo di numeri K (ovvero un campo contenente i razionali e per cui il grado {\displaystyle [K:\mathbb {Q} ]} è finito) l'anello degli interi algebrici è un dominio di Dedekind, l'anello di tutti gli interi algebrici (ovvero la chiusura integrale di {\displaystyle \mathbb {Z} } all'interno del campo dei numeri algebrici) è un dominio di Prüfer che non è di Dedekind.
Altri esempi di domini di Prüfer sono l'anello delle funzioni intere e l'anello dei polinomi a valori interi.

## Definizione
I domini di Prüfer possono essere caratterizzati, tra i domini d'integrità, in molti modi equivalenti, usando proprietà dei suoi ideali, delle sue localizzazioni, dei suoi sovraanelli oppure le sue proprietà omologiche.
Un dominio A è di Prüfer se e solo se la localizzazione AM è un anello di valutazione per ogni ideale massimale M; equivalentemente, se AP è un anello di valutazione per ogni ideale primo P.
Dal punto di vista degli ideali, un dominio A è di Prüfer se e solo se ogni ideale finitamente generato è invertibile, ovvero se per ogni ideale finitamente generato I esiste un ideale frazionario J tale che IJ = R; in questo caso J deve essere l'insieme {\displaystyle (A:I)=\{x\in K|xI\subseteq A\}}, dove K è il campo dei quozienti di A. È inoltre sufficiente richiedere che ogni ideale generato da due elementi sia invertibile. Ulteriori equivalenze si ottengono considerando la proprietà di distributività tra gli ideali finitamente generati: precisamente, un dominio d'integrità è di Prüfer se e solo se, per ogni terna di ideali finitamente generati I, J e K, vale una delle seguenti:
{\displaystyle I\cap (J+K)=(I\cap J)+(I\cap K)}
{\displaystyle I(J\cap K)=IJ\cap IK}
{\displaystyle (I+J)(I\cap J)=IJ}
Omologicamente, i domini di Prüfer possono essere caratterizzati come i domini A per cui ogni sotto-A-modulo di un A-modulo proiettivo è ancora proiettivo, oppure per cui i sottomoduli di un modulo piatto sono piatti. Inoltre, un dominio è di Prüfer se e solo se tutti gli ideali sono A-moduli piatti, o se e solo se tutti i moduli privi di torsione sono piatti, o ancora se e solo se ogni sovraanello di A (ovvero ogni anello compreso tra A e il suo campo dei quozienti) è piatto (come A-modulo).
Infine un dominio è di Prüfer se e solo se ogni suo sovraanello è integralmente chiuso.

## Casi particolari
Tra i domini di Prüfer spiccano tre classi di anelli.
La prima è quella dei domini di Dedekind, che possono essere definiti come quei domini di Prüfer che sono anche noetheriani: i domini di Dedekind sono infatti quei domini nei quali ogni ideale è invertibile.
La seconda è quella dei domini di Bézout, nei quali ogni ideale finitamente generato è principale (e quindi invertibile): questa proprietà può essere espressa dicendo che ogni coppia di elementi (a,b) ha un massimo comun divisore e che esso può essere espresso come combinazione lineare di a e b (ovvero esiste un'identità di Bézout). In particolare quindi i domini di Bézout sono domini con il massimo comun divisore. L'analogo noetheriano dei domini di Bézout sono i domini ad ideali principali.
Infine vi sono gli anelli di valutazione (i quali hanno un solo ideale massimale; localizzando su di esso, si riottiene l'anello stesso). Poiché tutti i domini di Prüfer sono localmente anelli di valutazione, i Prüfer possono essere visti come una versione "globale" degli anelli di valutazione, così come i domini di Dedekind possono essere visti come una versione globale dei domini di valutazione discreta; inoltre gli anelli di valutazione noetheriani sono esattamente i domini di valutazione discreta. È da notare che esistono domini di Prüfer le cui localizzazioni sono a valutazione discreta, ma che non sono noetheriani, e quindi non sono di Dedekind: tali anelli prendono il nome di domini quasi-Dedekind (almost Dedekind).